# Большой Куганак
Большой Куганак (баш. Оло Ҡуғанаҡ) — село в Стерлитамакском районе Башкортостана, административный центр Куганакского сельсовета.  Согласно переписи 2020 года население составляло 2362 человек.

## История

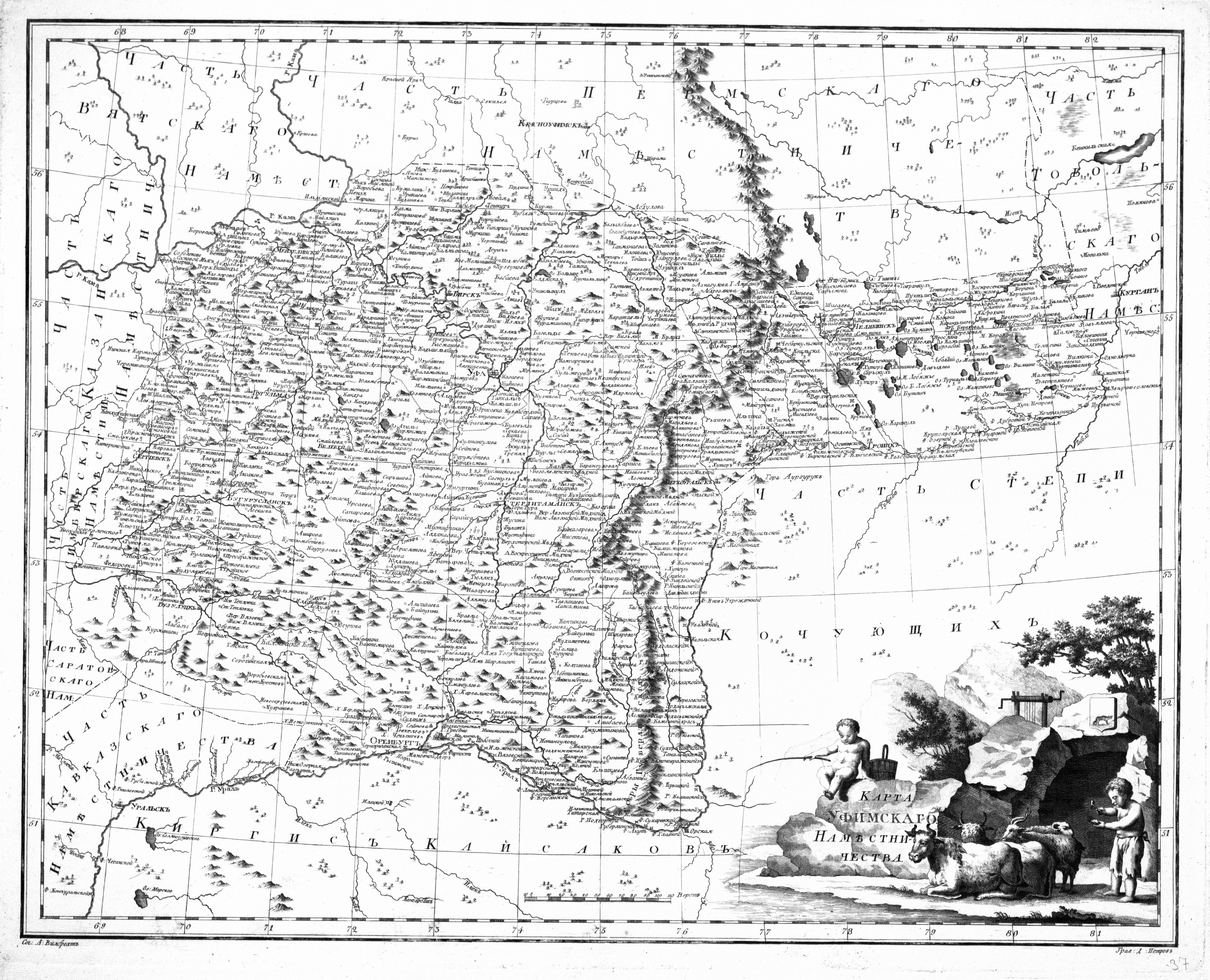
Куганак на карте 1792 года Уфимского наместничества

Основано во 2-й половине 18 в. как поселение под названием Куганак. В кон. 18 — нач. 19 вв. с возникновением на р. Куганак деревень с мордовским, татарским, чувашским населением получило назв. Большой Русский Куганак. В 1865 в 167 дворах проживало 1238 человек. Занимались земледелием, скотоводством. В селе находилось вол. правление, была часовня. В 1906 зафиксирована церковь (построена в 1881), земская школа, кузница, 2 бакалейные лавки.
Декретом ВЦИК РСФСР от 18 ноября 1920 года  Куганак с Куганакской волостью передан из Уфимской губернии в Башкирскую республику.
С начала 20 в. — современное название.

## Промышленность
Действуют Стерлитамакский завод нефтеспецматериалов (в 2014 ликвидирован), Куганакский завод керамического кирпича, з‑д стеновых материалов. Открыто предприятие по выпуску многослойной асептической упаковки для молочной и жидкой пищевой продукции Sterex Pack.

## Население
| 2002 | 2009  | 2010  |
| ---- | ----- | ----- |
| 2574 | ↘2535 | ↘2368 |

Национальный состав
Согласно переписи 2002 года, преобладающая национальность — русские (62 %).

## Географическое положение
Расстояние до:
- районного центра (Стерлитамак): 25 км,
- ближайшей ж/д станции (Куганак): 0 км.

В селе Большой Куганак расположена железнодорожная станция Куганак линии Карламан — Мурапталово Башкирского региона Куйбышевской железной дороги. От станции Куганак осуществляется ежедневное пригородное пассажирское сообщение до Стерлитамака, Уфы и Улукулево.

## Религия
В селе есть православная церковь Покрова Пресвятой Богородицы и мечеть.